# Bend It!
Bend It! är en poplåt komponerad av Ken Howard och Alan Blaikley. Den utgavs som singel av popgruppen Dave Dee, Dozy, Beaky, Mick and Tich i september 1966 på skivbolaget Fontana Records. Musiken är inspirerad av traditionell grekisk musik, inte olik Mikis Theodorakis "Zorbas dans", vilken hela tiden skiftar i tempo. En elektrisk mandolin används på inspelningen.
Låten blev en stor hit i flera länder, men i USA ansågs texten anspela för mycket på intima aktiviteter, och den blev inte spelad mycket i radio där.

## Listplaceringar
| Lista (1966)   | Position             |
| -------------- | -------------------- |
| Australien     | 16 (Go Set)          |
| Danmark        | 8 (DR "Top 20")      |
| Flandern       | 16                   |
| Irland         | 3                    |
| Kanada         | 94 (RPM)             |
| Nederländerna  | 4                    |
| Nya Zeeland    | 1 (NZ Listner)       |
| Storbritannien | 2 (UK Singles Chart) |
| Sverige        | 4 (Kvällstoppen)     |
| Sverige        | 2 (Tio i topp)       |
| Sydafrika      | 1 (Springbook Radio) |
| Vallonien      | 22                   |
| Västtyskland   | 1                    |
| Österrike      | 2                    |